# ウルバヌス3世 (ローマ教皇)
ウルバヌス3世（Urbanus III, ? - 1187年10月20日）は、第172代ローマ教皇（在位：1185年11月25日 - 1187年10月20日）。

## 生涯
イタリアのミラノ出身。家系は貴族で、1182年に枢機卿、1185年にミラノの大司教に叙任された。1185年11月25日に先代のルキウス3世が死去したため、跡を継いだ。12月1日には聖別している。
ウルバヌス3世は1162年に神聖ローマ皇帝であるフリードリヒ1世のミラノ攻略・破壊の際に縁者を殺害されていた。このためフリードリヒ1世に相当な敵愾心を抱いており、1186年1月4日に行なわれたハインリヒ6世（フリードリヒ1世の息子）とコスタンツァ（ルッジェーロ2世の娘）の結婚に猛反対した（イタリア南部にフリードリヒの勢力が伸張することを恐れたためとされる）。このためフリードリヒ1世は激怒し、報復としてハインリヒに教皇領に攻め込ませて教皇は降伏に追い込まれた。
ウルバヌス3世は報復としてフリードリヒ1世を破門しようとしたが、フェラーラで死去した。